# Балада, Леонардо
Леонардо Балада, собственно Леонард Балада Ибаньес (англ. Leonardo Balada, кат. Lleonard Balada Ibañez; 22 сентября 1933, Сан-Жуст-Десверн) — испанский (каталонский) и американский композитор.

## Биография
Изучал фортепиано в Барселонской консерватории. В 1956 году переехал в США, окончил Джульярдскую школу (1960). Изучал композицию под руководством Винсента Персикетти, Александра Тансмана, Аарона Копланда, дирижерское искусство — под руководством Игоря Маркевича. С 1970 года преподавал в Университете Карнеги — Меллон. С 1981 года — гражданин США.

## Сочинения

### Оперы
- Hangman, Hangman!, камерная опера (1982)
- Сапата/ Zapata (1984)
- Христофор Колумб/ Christopher Columbus (1986, текст Антонио Гала)
- Смерть Колумба/ Death of Columbus (1996)
- The Town of Greed, камерная опера (1997, продолжение Hangman, Hangman!)
- Faust-bal (2007, либретто Фернандо Аррабаля)
- Воскрешенный Колумб/ The Resurrection of Columbus (2012)

### Оркестровые сочинения
- Symphonies
  - Symphony No. 1 Sinfonia en Negro, посвящается Мартину Лютеру Кингу (1968)
  - Symphony No. 2 Cumbres, короткая симфония (1972)
  - Symphony No. 3 Steel Symphony (1972)
  - Symphony No. 4 Lausanne (1992)
  - Symphony No. 5 American (2003)
  - Symphony No. 6 Symphony of Sorrows (2005)

- Герника/ Guernica (1966)
- Посвящается Сарасате/ Homage to Sarasate (1975)
- Посвящается Казальсу/ Homage to Casals (1975)
- Сардана/ Sardana (1979)
- Quasi un пасодобль/ Quasi un Pasodoble (1981)
- Fantasias Sonoras (1987)
- Zapata: Images for Orchestra (1987)
- Columbus: Images for Orchestra (1991)
- Divertimentos, для струнного оркестра (1991)
- Celebracio (1992)
- Folk Dreams (1994—1998)
- Passacaglia (2002)
- Prague Sinfonietta (2003)

### Концертные сочинения
- Concerto for Bandoneon and Orchestra (1970)
- Concertino for Castanets and Orchestra Three Anecdotes (1977)
- Music for Oboe and Orchestra Lament from the Cradle of the Earth (1993)

#### Для фортепиано
- Piano Concerto No. 1 (1964)
- Piano Concerto No. 2 for piano, winds, and percussion (1974)
- Piano Concerto No. 3 (1999)

#### Для скрипки
- Violin Concerto No. 1 (1982)
- Caprichos No. 2 (2004)
- Caprichos No. 3 (2005)

#### Для альта
- Viola Concerto for viola and wind ensemble (2010)

#### Для виолончели
- Cello Concerto No. 1 for cello and nine players (1962)
- Cello Concerto No. 2 New Orleans (2001)
- Concerto for Three Cellos and Orchestra A German Concerto (2006)

#### Для флейты
- Morning Music for flute and orchestra (1994)
- Music for Flute and Orchestra (2000)

#### Для гитары
- Guitar Concerto No. 1 (1965, для Нарсисо Йепеса)
- Sinfonia Concertante for Guitar and Orchestra Persistencies (1974)
- Concerto for Four Guitars and Orchestra (1976)
- Concierto Mágico for guitar and orchestra (1997)
- Caprichos No. 1 (2003)

### Вокальные сочинения
- Maria Sabina (1969, текст автора и Камило Хосе Селы)
- La Moradas (1970, по одноименному трактату Св. Тересы)
- No-res (1974)
- Понсе де Леон/ Ponce de Leon, для повествователя и оркестра (1974)
- Торквемада/ Torquemada (1980)
- Thunderous Scenes (1992)
- Dionisio: In Memoriam (2001, памяти Дионисио Ридруэхо)
- Ebony Fantasies, кантата (2003)

## Дискография
Из записей композитора наиболее известны «Стальная симфония» и «Музыка для гобоя и оркестра», которые исполнил Питтсбургский симфонический оркестр, дир. Лорин Маазель.